# Wilhelm von Nesselrode
Wilhelm von Nesselrode (* um 1395; † 1471) stammte aus dem bergischen Adelsgeschlecht Nesselrode, das seinen Sitz auf Haus Rode, dem späteren Haus Nesselrode, nördlich von Leichlingen (Rheinland) an der Wupper hatte. Seit der zweiten Hälfte des 13. Jahrhunderts ist die Existenz dieser Familie belegt. Durch ihr siegreiches Vorgehen bei der Schlacht von Worringen im Jahr 1288 erlangte die Familie Bedeutung. Sieben Junker von Nesselrode wurden daraufhin von Herzog Johann I. von Brabant zum Ritter geschlagen.
Wilhelm von Nesselrode war der Sohn von Heinrich Fleckes von Nesselrode und Sophia von Vlatten. In erster Ehe war er seit Februar 1423 mit Kunigunde von Merode, Witwe von Hildebrand Gaugrebe, verheiratet. Nachdem diese im Jahr 1431 kinderlos gestorben war, heiratete Wilhelm Margarethe von Merode-Frankenberg. Mit ihr hatte er sieben Kinder, darunter als Erstgeborenen Wilhelm II. von Nesselrode.
Wilhelm war namhafter Geldgeber für Herzog Wilhelm II. von Berg. Dieser war aufgrund des Ersten Geldrischen Erbfolgekrieges in großer Geldnot. Die finanzielle Hilfe Wilhelms von Nesselrode trug ihm dessen Wohlwollen und zahlreiche Ämter ein. So war er Pfandgläubiger Amtmann zu Grevenbroich, zu Gladbach und zu Hoisten, zu Randerath, Boslar und Körrenzig und schließlich zu Düren und Schönforst.
Seit 1442 gehörte Wilhelm von Nesselrode zu den ständigen Ratgebern des Herzogs. In zahlreichen Urkunden taucht sein Siegel auf. 
Seine Sympathie für Herzog Gerhard von Jülich und Berg zeigte sein Verhalten während der Schlacht bei Linnich am 3. November 1444. Er kämpfte auf Seiten des Herzogs und erhielt hierfür den Hubertusorden.
Wilhelm von Nesselrode übernahm die Reparaturarbeiten an der Burg Schönforst, wobei er einen neuen Turm und ein Bollwerk errichten ließ. Mit eintausend Gulden löste er Schulden des Neffen des Grafen ab. Insgesamt verblieb eine Restschuld des Grafen in Höhe von 19.693 Gulden. Um diese zu begleichen, überschrieb der Graf Wilhelm von Nesselrode 1445 als Pfand Herrschaft und Burg Schönforst sowie Stolberg und die Vogtei Kornelimünster. Am 19. Juni 1447 wurde Stolberg zum Erbmannlehen Wilhelms erklärt. Stolberg und seine Rente wurden ihm auf ewig zugesprochen. Diese ist in Urkunden detailliert aufgelistet. Sie belief sich auf Hafer, Hühner, 31½ oberländische Gulden, 3 Mark, 1 Schilling und 6 Pfennige von den Stolberger und 13 Gulden, 3 Mark, 1 Schilling und 6 Pfennige von den Büsbacher Lehensleuten. Vereinbart wurde außerdem, dass der Herzog die Burg im Kriegsfall nach ihrem Wiederaufbau nutzen darf. Für Stolberg bedeutete diese Entwicklung, dass die Herrschaft nun von Unterherren des Landesherren übernommen wurde, während zuvor Grundherren wie die Adligen von Stahlburg, von Frenz, von Reifferscheid oder von Schönforst diese innehatten.
Mit Übernahme der Unterherrschaft begann Wilhelm von Nesselrode mit dem Neubau der Burg Stolberg, die zuvor im Juni 1375 geschleift worden war und seitdem nicht mehr benutzt werden konnte.
In erster kinderloser Ehe war er mit Kunigunde von Merode verheiratet. Eine zweite Ehe ging er mit Margarete (auch Margaretha) von Merode-Frankenberg ein. Aus dieser Ehe stammten neben zwei Töchtern seine beiden Söhne Wilhelm (später der II.) und Heinrich. In seinem Testament aus dem Jahr 1469 verfügte er, dass sein erstgeborener Sohn, Wilhelm II. von Nesselrode, sein Nachfolger als Herr über Stolberg sein solle.
Wilhelm von Nesselrode starb 1471.